# 民主主義と民族の権利のための共同体

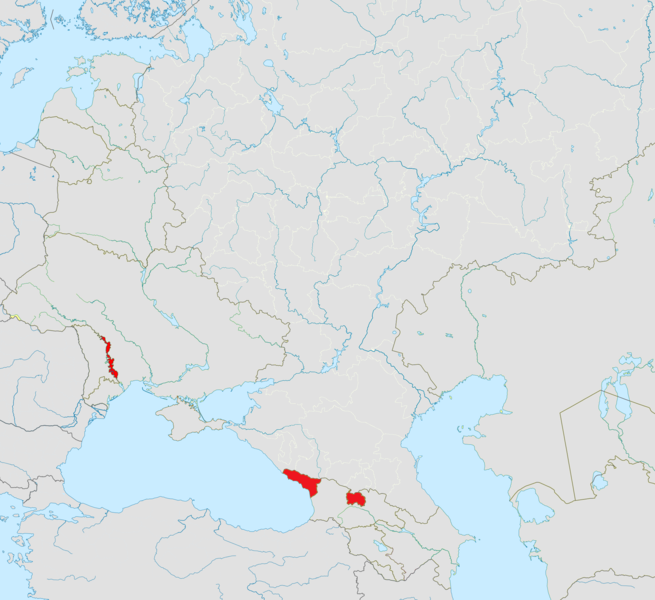
加盟国の地図、左から右へ：沿ドニエストル、アブハジア、南オセチア。

民主主義と民族の権利のための共同体（みんしゅしゅぎとみんぞくのけんりのためのきょうどうたい、ロシア語: Сообщество за демократию и права народов СДПН、Содружество непризнанных государства СНГ-2とも）は、旧ソビエト連邦で現在は事実上独立状態にあるが国際的承認が少ない、または無い国家が結成した共同体。

## 歴史
2001年、アルツァフ共和国の首都であるステパナケルトで外相会議が行われた。
2006年6月14日、アブハジアの首都スフミでアブハジア、南オセチア、沿ドニエストルの大統領が会談し、共同声明という形で設立された。
2007年6月17日に、沿ドニエストルの首都ティラスポリで平和的かつ公平な解決の原則というものに署名した。内容としては、紛争の解決に向け、交渉中に軍事的展開、外交的孤立、経済封鎖、情報遮断などの圧力の禁止を相手に求めるもの、である。
2009年9月27日には、ビザを廃止することにメンバーは合意している。
アルツァフ共和国は2023年9月19日にアゼルバイジャンの軍事作戦を受けて敗北し、同年10月4日までに大統領がアルメニアに亡命。国家としては事実上崩壊した。

## 加盟国
加盟国及び加盟予定国同士は相互承認をしており、いずれもロシア連邦への編入を求めている。
- アブハジア共和国　(ジョージア内の自治共和国。国連加盟国の承認は5ヵ国)
- 南オセチア共和国　(ジョージア内の自治州。国連加盟国の承認は5ヵ国)
- 沿ドニエストル共和国　(モルドバ内。国際的承認は無い)

### 加盟国統計
| 国名                 | 首都         | 人口 （1989年調査） | 人口 （2013年推定） | 面積 (km²) | 独立元 （当時）                                    | 国家承認している国連加盟国                           |
| -------------------- | ------------ | ------------------- | ------------------- | ---------- | -------------------------------------------------- | ---------------------------------------------------- |
| アブハジア共和国     | スフミ       | 525,061             | 242,862             | 8,600      | グルジア （ グルジア・ソビエト社会主義共和国）     | - ロシア - ニカラグア - ベネズエラ - ナウル - シリア |
| 南オセチア共和国     | ツヒンヴァリ | 98,527              | 51,547              | 3,900      | グルジア （ グルジア・ソビエト社会主義共和国）     | - ロシア - ニカラグア - ベネズエラ - ナウル - シリア |
| 沿ドニエストル共和国 | ティラスポリ | 680,000             | 509,439             | 4,163      | モルドバ （ モルダヴィア・ソビエト社会主義共和国） | なし （ ロシアが事実上支援）                         |

## かつての加盟国
アルツァフ共和国は2023年10月4日までに政府首脳がアルメニアに亡命し、国家としては事実上消滅した。
- アルツァフ共和国　(アゼルバイジャン内。国際的承認は無い)

| 国名             | 首都           | 人口 （1989年調査） | 人口 （2013年推定） | 面積 (km²) | 独立元 （当時）                                                | 国家承認している国連加盟国       |
| ---------------- | -------------- | ------------------- | ------------------- | ---------- | -------------------------------------------------------------- | -------------------------------- |
| アルツァフ共和国 | ステパナケルト | 189,100             | 146,573             | 11,458     | アゼルバイジャン （ アゼルバイジャン・ソビエト社会主義共和国） | なし （ アルメニアが事実上支援） |